# Останній акт (фільм, 1955)
«Останній акт» (нім. Der letzte Akt) — німецько-австрійський фільм 1955 року, поставлений режисером Георгом Вільгельмом Пабстом. В основу сценарію, написаного Фріцем Габеком та Е. М. Ремарком, покладено книгу Останні 10 днів Міхаеля Мусманно.

## Сюжет
Середина квітня 1945 року. З донесенням від командувача 9-ю армією генерала Теодора Буссе у берлінський бункер зі східного фронту прибуває гауптман Вюст (Оскар Вернер). У нього наказ — особисто доповісти Гітлеру про катастрофічну обстановку на східному форпості оборони Берліна в районі Вріцена. Але генерали під різними приводами не пускають його до фюрера. Вюста приймає генерал Бургдорф, він в апатії й умовляє гауптмана поспати: «Нам докладають обстановку в 9-ій армії кожну годину…». Перебуваючи в бункері Вюст спостерігає за розгубленістю фашистського генералітету і своєрідним бенкетом під час чуми. Він розуміє, що війну програно, а ілюзії фюрера ведуть лише до нових масових жертв.  

## У ролях
| Альбін Шкода     | ···· | Адольф Гітлер                               |
| Оскар Вернер     | ···· | капітан Вюст                                |
| Лотте Тобіш      | ···· | Єва Браун                                   |
| Віллі Краузе     | ···· | Йозеф Геббельс                              |
| Еріх Штукман     | ···· | Генріх Гіммлер                              |
| Ерланд Ерландсен | ···· | Альберт Шпеєр                               |
| Курт Ейлерс      | ···· | Мартін Борман                               |
| Леопольд Гайніш  | ···· | генерал-фельдмаршал Вільгельм Кейтель       |
| Отто Шмьоле      | ···· | генерал-полковник Альфред Йодль             |
| Герберт Гербе    | ···· | генерал Ганс Кребс                          |
| Ганнес Шиль      | ···· | оберштурмбанфюрер СС Отто Гюнше             |
| Ерик Фрей        | ···· | генерал Вільгельм Бургдорф                  |
| Отто Вегерер     | ···· | генерал-фельдмаршал Роберт Ріттер фон Грейм |
| Герман Ергардт   | ···· | Герман Герінг                               |
| Едуард Кок       | ···· | полковник фольксштурму                      |

## Знімальна група
- Автори сценарію — Фріц Габек, Еріх Марія Ремарк, за романом Останні 10 днів (англ. Ten Days to Die) Міхаеля А. Мусманно (1950)
- Режисер-постановник — Георг Вільгельм Пабст
- Продюсер — Карл Шоколл
- Композитор — Ервін Галлец
- Оператор — Гюнтер Андерс
- Монтаж — Герберт Ташнер
- Художник-постановник — Отто Пішінґер, Вернер Шліхтінг